# Consejería de Justicia
La consejería de Justicia es una de las consejerías del Gobierno de Cataluña 2021-2025. Esta consejería fue creada en 1980 y fue restructurada el 2 de noviembre de 2022 pasando a ser la Consejería de Justicia, Derechos y Memoria. Su última consejera bajo el nombre de Consejería de Justicia fue Lourdes Ciuró.

## Competencias
El DECRETO 21/2021, de 25 de mayo, de creación, denominación y determinación del ámbito de competencia de los departamentos de la Administración de la Generalidad de Cataluña, establece las competencias de las distintas consejerías de la Generalidad de Cataluña.
Son competencia de esta Consejería las funciones relacionadas con la Administración de Justicia en Cataluña y su modernización, así como los servicios penitenciarios, la reinserción y la justicia juvenil. Además, competencias sobre la conservación, la actualización y el desarrollo del derecho civil de Cataluña. También debe regular las asociaciones, las fundaciones, los colegios profesionales y las academias, así como los notarios y registradores. Esta Consejería tiene la tarea de desarrollar y  promocionar medios alternativos de resolución de conflictos. Además, se encarga de las relaciones de la Generalidad de Cataluña en asuntos religiosos y en asuntos relacionados con la  memoria democrática. Quedan adscritos a la Consejería de Justicia el Centro de Estudios Jurídicos y Formación Especializada y el Centro de Historia Contemporánea.